# 商業登記ソフトウェア
商業登記ソフトウェア（しょうぎょうとうきソフトウェア）または、会社設立ソフトウェア（かいしゃせつりつソフトウェア）は、商業登記申請書類を作成する商用ソフトウェアのことである。

## 定義
会社設立や役員変更、本店移転、目的変更、商号変更、支店の設置や廃止、増資や減資など各種商業登記に必要とされる申請書類及び添付書類を出力するソフトウェアを指す。現在販売されている商業登記ソフトの殆どがMicrosoft Windows対応版である。

## 商業登記ソフトに求められる機能
変更登記申請書や設立登記申請書はもとより、株主総会議事録、取締役会議事録、取締役決定書等の議事録類、委任状や辞任届等の付属書類の対応。会社設立機能をうたうソフトウェアにおいては定款の作成機能も必須である。また、OCR用紙の出力機能、磁気記録媒体に保存できるOCRに代わる別紙のテキスト書き出し機能なども今後の登記申請において必須と考えられる。

## 商業登記ソフトの始まり
商業登記ソフトの前身は、商業登記書式集で、よりユーザーが使いやすく改良していく上で、Microsoft Wordのマクロ機能を利用したものなどが登場した。やがて、アプリケーションソフトウェアとして動作するものが開発された。
1981年富士通が開発したFACOM司がその嚆矢である。